# Championnats d'Europe de tir à l'arc 2016
Navigation
Édition précédente Édition suivante
Les championnats d'Europe de tir à l'arc 2016 sont une compétition sportive de tir à l'arc qui a été organisée en 2016 à Nottingham, au Royaume-Uni. Il devrait s'agir de la 24e édition des championnats d'Europe de tir à l'arc.

## Résultats[1]

### Classique
| Épreuves          | Or                                                              | Argent                                                        | Bronze                                                      |
| ----------------- | --------------------------------------------------------------- | ------------------------------------------------------------- | ----------------------------------------------------------- |
| Individuel hommes | Jean-Charles Valladont France                                   | Mete Gazoz Turquie                                            | Patrick Huston Royaume-Uni                                  |
| Individuel femmes | Veronika Marchenko Ukraine                                      | Tuyana Dashidorzhieva Russie                                  | Lisa Unruh Allemagne                                        |
| Par équipe hommes | Russie Vitalii Popov Alexander Kozhin Arsalan Baldanov          | Royaume-Uni Kieran Slater Patrick Huston Laurence Godfrey     | Belgique Nico Thiry Ben Andriaensen Robin Ramaekers         |
| Par équipe femmes | Ukraine Lidiia Sichenikova Veronika Marchenko Anastasia Pavlova | Géorgie Khatuna Narimanidze Yulia Lobzhenidze Kristine Esebua | Allemagne Veronika Haidn Tschalova Lisa Unruh Elena Richter |
| Par équipe mixte  | Moldavie Dan Olaru Alexandra Mirca                              | France Jean-Charles Valladont Bérengère Schuh                 | Ukraine Viktor Ruban Anastasia Pavlova                      |

### À poulie
| Épreuves          | Or                                                  | Argent                                                        | Bronze                                                        |
| ----------------- | --------------------------------------------------- | ------------------------------------------------------------- | ------------------------------------------------------------- |
| Individuel hommes | Stephan Hansen Danemark                             | Peter Elzinga Pays-Bas                                        | Dominique Genet France                                        |
| Individuel femmes | Sarah Prieels Belgique                              | Alexandra Savenkova Russie                                    | Mariia Vinogradova Russie                                     |
| Par équipe hommes | Danemark Martin Damsbo Andreas Darum Stephan Hansen | Russie Viktor Kalashnikov Alexander Dambaev Anton Bulaev      | France Sébastien Peineau Jean-Philippe Boulch Dominique Genet |
| Par équipe femmes | Turquie Evrim Saglam Ayse Bera Suzer Yesim Bostan   | Russie Mariia Vinogradova Albina Loginova Alexandra Savenkova | Pays-Bas Irina Markovic Inge van Caspel Martine Couwenberg    |
| Par équipe mixte  | Italie Frederico Pagnoni Marcella Tonioli           | Slovénie Dejan Sitar Toja Ellison                             | Espagne Alberto Blazquez Andrea Marcos                        |